# Arthur McNamara
Sir Arthur Edward McNamara, KCB, CMG, DSO (* 13. Februar 1877; † 26. März 1949) war ein britischer Offizier und zuletzt Generalleutnant der British Army.

## Leben
Arthur Edward McNamara, Sohn von William McNamara, begann nach dem Schulbesuch eine Kadettenausbildung und wurde nach deren Abschluss am 20. Februar 1897 als Second Lieutenant des Queen’s Royal Regiment (West Surrey) in die British Army übernommen. Im Anschluss folgten zahlreiche Verwendungen als Offizier und Stabsoffizier. Er nahm am Zweiten Burenkrieg (1899 bis 1902) sowie am Ersten Weltkrieg teil und wurde für seine militärischen Verdienste in dieser Zeit 1916 zum Companion des Distinguished Service Order (DSO) sowie zudem 1918 zum Companion des Order of St Michael and St George (CMG) ernannt.
Nach Kriegsende war er als Brigadier in Britisch-Indien eingesetzt und dort von Dezember 1923 bis November 1926 Kommandeur der zur Britisch-Indischen Armee gehörenden 19. Indische Infanteriebrigade (19th Indian Infantry Brigade). Kurz vor seiner Rückkehr wurde er im Oktober 1926 zum Kommandanten der Kleinwaffenschule (Small Arms School) in Waterloo Lines bei Warminster ernannt und verblieb auf diesem Posten bis Februar 1929. Für seine dortigen Verdienste wurde er 1928 auch zum Companion des Order of the Bath (CB) ernannt. Im Anschluss war er zwischen Februar 1929 und April 1931 Brigadegeneral im Stab des Heereskommandos Ost (Brigadier General Staff, Eastern Command).
Als Major-General übernahm McNamara im Mai 1933 von Major-General William Henry Beach den Posten als Kommandeur der 42. Infanteriedivision (General Officer Commanding, 42nd (East Lancashire) Infantry Division). Er verblieb auf diesem Posten jedoch nur bis Oktober 1936, woraufhin Major-General Hugh Elles seine Nachfolge antrat. Zuletzt wurde er zum Lieutenant-General ernannt und war zwischen Oktober 1933 und August 1936 im Kriegsministerium (War Office) als Direktor für militärische Ausbildung (Director of Military Training) tätig. Im Zuge der New Year Honours wurde er am 1. Januar 1938 als Knight Commander des Order of the Bath (KCB) geadelt, so dass er fortan das Prädikat „Sir“ führte.